# Cratere De Vico
De Vico è il nome di un piccolo cratere lunare da impatto intitolato all'astronomo italiano Francesco de Vico situato nella porzione sudoccidentale della faccia della Luna visibile da Terra, a sud del cratere Sirsalis. Ad ovest-nordovest si trova il cratere Crüger. De Vico è circolare ed ha la caratteristica forma a tazza degli impatti minori, con un minuscolo pianoro centrale. A nord-ovest vi sono i resti del cratere De Vico T, invaso dalla lava, e più oltre si incontra una rima, denominata Rimae Sirsalis che si estende verso nordest fino al cratere Sirsalis.

## Crateri correlati
Alcuni crateri minori situati in prossimità di De Vico sono convenzionalmente identificati, sulle mappe lunari, attraverso una lettera associata al nome.
| De Vico | Coordinate            | Diametro (in km) |
| ------- | --------------------- | ---------------- |
| A       | 18°45′00″S 63°37′12″W | 34,08            |
| AA      | 18°50′24″S 63°13′48″W | 11,34            |
| B       | 17°51′00″S 58°50′24″W | 8,71             |
| C       | 20°37′12″S 62°22′12″W | 12,59            |
| D       | 21°07′12″S 62°03′00″W | 12,52            |
| E       | 21°09′36″S 61°30′00″W | 12,22            |
| F       | 19°03′36″S 62°43′48″W | 12,52            |
| G       | 18°58′48″S 58°55′48″W | 8,19             |
| H       | 19°54′S 59°18′W       | 8,07             |
| K       | 20°04′48″S 58°25′48″W | 7,49             |
| L       | 19°52′12″S 57°53′24″W | 5,25             |
| M       | 21°03′36″S 59°17′24″W | 5,74             |
| N       | 19°46′12″S 61°55′48″W | 6,44             |
| P       | 20°24′S 60°48′W       | 29,15            |
| R       | 19°26′24″S 62°01′48″W | 13,1             |
| S       | 19°31′48″S 63°29′24″W | 9,63             |
| T       | 18°41′24″S 61°49′12″W | 39,72            |
| X       | 20°28′12″S 60°15′36″W | 6,42             |
| Y       | 20°21′36″S 60°26′24″W | 6,64             |